# Shoshoni (Wyoming)
Shoshoni ist eine Stadt (town) im Fremont County im US-Bundesstaat Wyoming. Das U.S. Census Bureau hat bei der Volkszählung 2020 eine Einwohnerzahl von 471 ermittelt.

## Lage
Shoshoni liegt östlich des Südendes des Boysen Reservoir am Poison Creek auf einer Höhe von 1476 Meter, etwa 70 Kilometer nordöstlich des County Seat Lander. In dem Ort teilen sich die U.S. Highways 20 und 26, die von Casper aus streckengleich bis hier verlaufen. Der U.S. Highway 20 führt von hier aus nach Norden und biegt dann nach Westen zum Yellowstone-Nationalpark ab, der U.S. Highway 26 führt in überwiegend westlicher Richtung zum Grand-Teton-Nationalpark.
Die Stadt hat eine Fläche von 9,28 km², und zwar ausschließlich Landfläche.

## Geschichte
Shoshoni wurde 1905 gegründet. Die Einwohnerzahl steig schnell an und lag bald bei etwa 2000. 1907 brannte ein Großteil der Stadt ab. 1908 errichtete Asmus Boysen im Tal des Wind River die erste Talsperre Boysen, deren Kraftwerk die Stadt bis 1925 mit Strom versorgte. Erst 1952 erfolgte der Bau des jetzigen Staudamms.
1905–1906 errichtete der Unternehmer Charles Henry King, Großvater des späteren Präsidenten Gerald Ford, in Shoshoni das C.H. King Company and First National Bank Building, das eines der ältesten Häusers Shoshonis ist und 1994 in das National Register of Historic Places aufgenommen wurde (NRHP-Nr. 94001135).
Benannt ist die Stadt nach den Östlichen Shoshone, die früher hier siedelten und jetzt in der Wind River Indian Reservation angesiedelt sind.

## Demografie
Laut United States Census 2010 hatte Shoshoni 649 Einwohner, davon 331 Männer und 318 Frauen. 181 Einwohner waren unter 20 Jahre alt, 88 waren 65 oder älter.

## Söhne und Töchter der Stadt
- Isabel Jewell (1907–1972), Broadway- und Filmschauspielerin